# 공평동 (서울)
공평동(公平洞)은 서울특별시 종로구에 있는 법정동으로, 행정동인 종로1·2·3·4가동 아래에 있다.

## 지명 유래
공평동이라는 이름은 일제가 원래의 지명과는 전혀 관계 없이 만들어 냈다. 일제가 여러 동들을 합치면서 조선 국민의 반감을 줄이고자, 관할 구역에 있던 의금부가 일을 공평하게 처리한다는 데에 착안해 멋대로 붙인 이름이다.

## 연혁
- 1914년 : 괴동(槐洞), 이문동(里門洞), 금부후동 일부(禁府後洞)[1], 전동 일부(典洞), 발리동 일부(鉢里洞)를 공평동(公平洞)으로 통합
- 1936년 4월 : 공평정(公平町)으로 변경
- 1943년 6월 : 신설된 종로구에 배속
- 1946년 10월 1일 : 공평동으로 변경

## 같이 보기
- 대한민국의 행정 구역